# Tadeusz Rut
Tadeusz Rut, född den 11 oktober 1931 i Przeworsk, död den 27 mars 2002 i Warszawa, var en polsk friidrottare som tävlade i släggkastning.
Rut deltog vid tre olympiska spel (1956, 1960 och 1964) och hans bästa resultat kom vid Olympiska sommarspelen 1960 i Rom, där han blev bronsmedaljör. Han deltog vid EM 1958 i Stockholm där han vann EM-guld.